# Tonalapa, Tetela de Ocampo
Tonalapa är en ort i Mexiko.   Den ligger i kommunen Tetela de Ocampo och delstaten Puebla, i den sydöstra delen av landet, 140 km öster om huvudstaden Mexico City. Tonalapa ligger 1 919 meter över havet och antalet invånare är 573.
Terrängen runt Tonalapa är kuperad åt sydost, men åt nordväst är den bergig. Runt Tonalapa är det ganska tätbefolkat, med 60 invånare per kvadratkilometer. Närmaste större samhälle är Zacatlán, 15,9 km nordväst om Tonalapa. I omgivningarna runt Tonalapa växer i huvudsak blandskog.